# キャンディマン (スティーヴ・ルカサーのアルバム)
『キャンディマン』（Candyman）は、アメリカ合衆国のロック・ミュージシャン、スティーヴ・ルカサーが1994年に発表した、ソロ名義では2作目のスタジオ・アルバム。

## 背景
1993年3月にレコーディングが開始され、同年11月にはマスタリングが完了した。ルカサーのサイド・プロジェクト「ロス・ロボトミーズ」のメンバーであるデヴィッド・ガーフィールドが全面参加しており、本作のアメリカ盤CD (VIC8020-2)はロス・ロボトミーズ名義で発売された。
「フリーダム」はジミ・ヘンドリックスのカヴァーで、ポール・ロジャースがゲスト・ボーカリストとして参加した。「ボーン・イエスタデイ」はスティーリー・ダンへのオマージュで、ルカサーとガーフィールドがスティーリー・ダンのライヴを観た翌日に作られたという。「ソング・フォー・ジェフ」は、ジェフ・ベックとジェフ・ポーカロに捧げられた曲である。

## 反響・評価
スウェーデンでは1994年4月22日付のアルバム・チャートで初登場20位となり、合計4週トップ40入りした。また、オランダのアルバム・チャートでは4週トップ100入りし、最高59位を記録した。
『CDジャーナル』のミニ・レビューでは「カヴァー・デザインから推測できるように、ハードなギターがたっぷり聴けるロック・アルバム」と評されている。

## 収録曲
特記なき楽曲はスティーヴ・ルカサー、デヴィッド・ガーフィールド、フィー・ウェイビルの共作。6. 9. 11.はインストゥルメンタル。
1. ヒーロー・ウィズ・サウザンド・アイズ - "Hero with a 1000 Eyes" - 6:31
2. フリーダム - "Freedom" (Jimi Hendrix) - 4:07
3. エクスティンクション・ブルーズ - "Extinction Blues" - 4:59
4. ボーン・イエスタデイ - "Born Yesterday" - 7:07
5. ネヴァー・ウォーク・アローン - "Never Walk Alone" (Steve Lukather, David Garfield) - 9:42
6. パーティ・イン・サイモンズ・パンツ - "Party in Simon's Pants" (S. Lukather, Simon Phillips) - 5:45
7. バロウド・タイム - "Borrowed Time" - 7:20
8. ネヴァー・シー・ユー・クライ - "Never Let Them See You Cry" - 5:03
9. フロス - "Froth" (S. Lukather, D. Garfield) - 9:40
10. ボンバー - "The Bomber" (Joe Walsh, Vince Guaraldi) - 5:32
11. ソング・フォー・ジェフ - "Song for Jeff" (S. Lukather, D. Garfield) - 7:08

### アメリカ盤CDボーナス・トラック
1. "Red House" (J. Hendrix) - 5:12

## 参加ミュージシャン
- スティーヴ・ルカサー - ボーカル、ギター
- デヴィッド・ガーフィールド - キーボード
- ジョン・ペーニャ - ベース
- サイモン・フィリップス - ドラムス
- レニー・カストロ - パーカッション
- クリス・トゥルージロ - パーカッション
- ラリー・クリマス - サクソフォーン
- フィー・ウェイビル（英語版） - バック・ボーカル
- リチャード・ペイジ - バック・ボーカル
- ケヴィン・カリー - バック・ボーカル
- ポール・ロジャース - ボーカル (on #2)
- デヴィッド・ペイチ - オルガン (on #5)